# 勇士單兵作戰系統

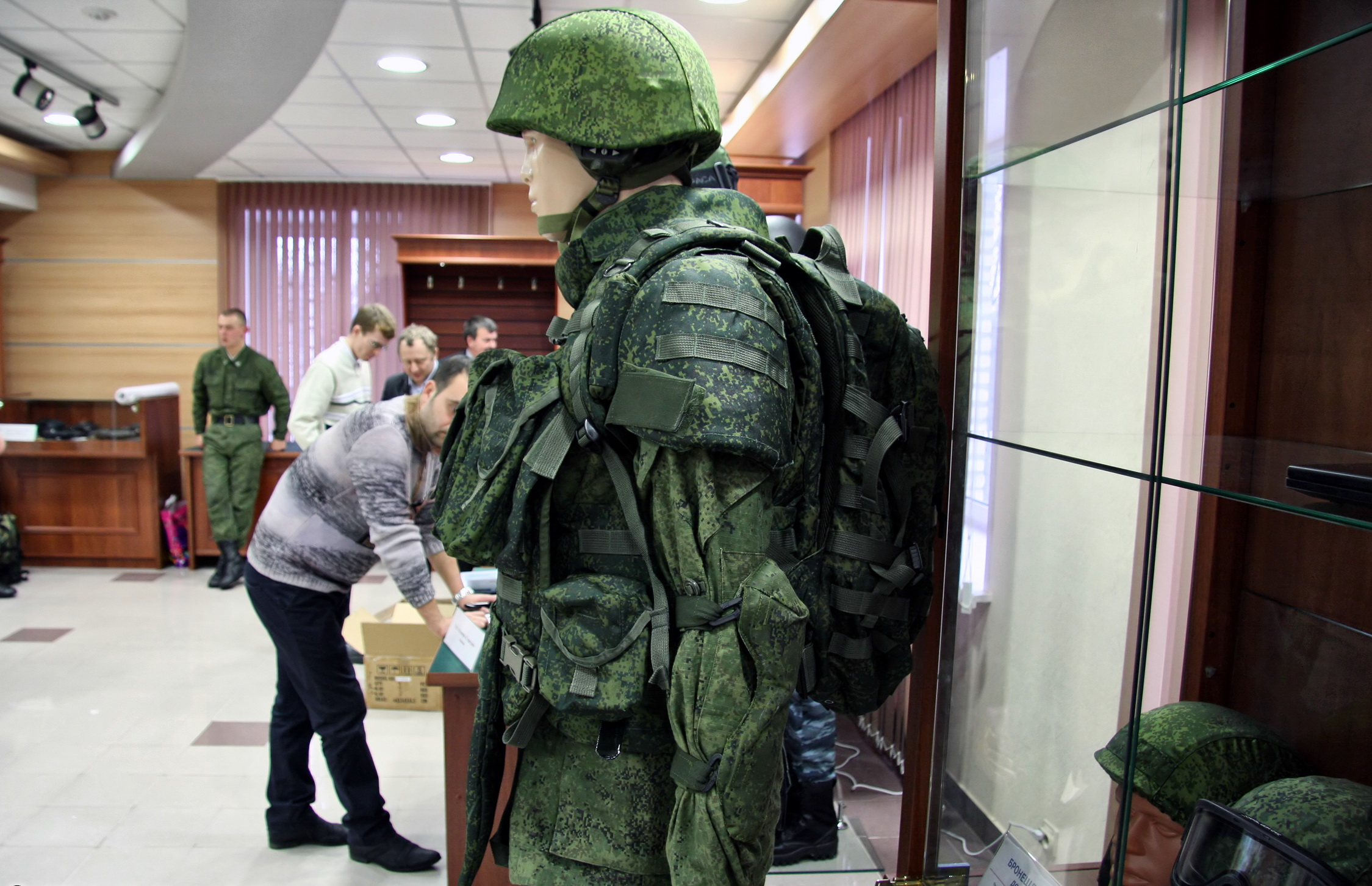
勇士戰鬥系統的全套戰鬥服於2011年的一場發表會中展出。

勇士（羅馬化：Ratnik）是俄羅斯聯邦軍隊未來步兵作戰系統的代號，旨在增進單兵的通訊能力與作戰效能。相較於過去的單兵裝備，該系統採用了現代化防彈護甲、附眼球監控器（含熱成像、單眼夜視鏡與手電筒等功能）的防彈頭盔、通訊系統與特製耳機。該系統包含了十個子系統與59個各別元件。2016年10月時，該系統已投入實戰使用。

## 組成
勇士系統所含的「鳥銃手系統」設有聲音與影像通訊功能，且內建了格洛納斯導航模組，可供小隊指揮官透過發配的小型電腦清楚掌握每一名士兵的所在位置；小隊指揮官亦可使用這台電腦還下達指令或即時回傳照片或影像至總部。除此之外，每一名士兵亦擁有一台電話大小的個人戰術電腦。
勇士系統可保護一名士兵90%的身體部位。主要的防彈護甲重7.5公斤（突擊版本重達15公斤），可抵擋突擊步槍所發射的7.62×39mm子彈與狙擊槍所使用的7.62×54mmR子彈（含強化穿甲彈頭），且可抵禦上述口徑彈藥在近距離的重複射擊。加裝特製大腿與肩膀防彈盾甲的全套勇士步兵系統總重量可達19至20公斤，而發配給工兵與醫療兵等後勤單位的基礎勇士系統則重15公斤。

## 生產歷史

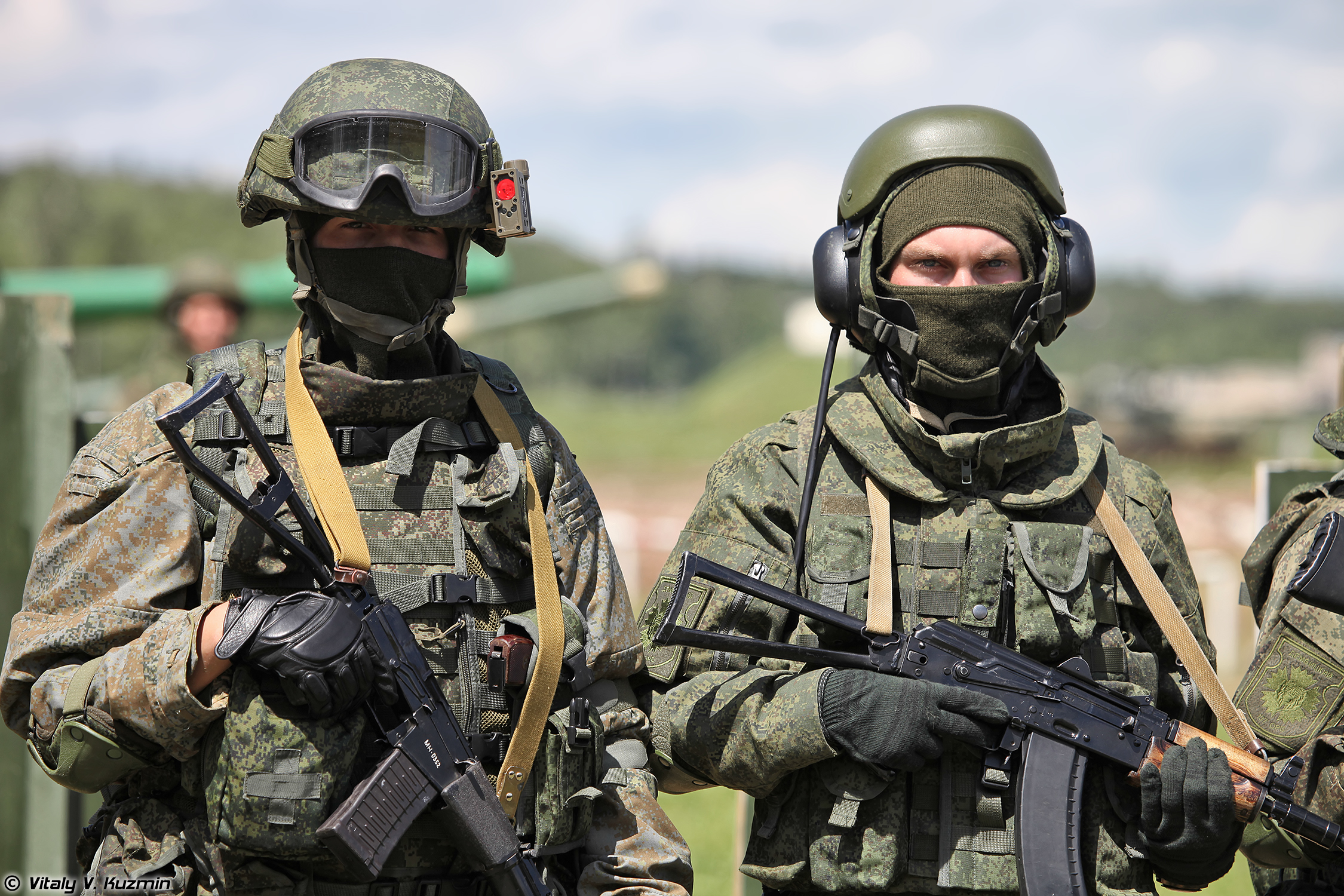
裝備勇士單兵作戰系統的第四近衛坦克師

勇士系統的原型最初於2013年有限度地發配給特定的地面作戰單位，並於2013年下半年進行了最終性能測試。勇士系統的所有裝備（含槍枝、護甲、光學瞄準鏡、通訊與導航裝置、醫療設備、電力供給系統與其他制服配件）於2014年10月23日全數通過測試並正式列裝俄羅斯聯邦軍隊。起初僅有特戰部隊的勇士系統採用AK-12突擊步槍作為制式步槍，其他地面單位則將持續使用AK-74突擊步槍至2020年代換裝為止。
俄羅斯海軍與工兵部隊的防彈背心則附有救生衣功能，以避免跌落水中的水兵或士兵溺水。截至2016年11月時，所有俄羅斯海軍步兵單位均已裝備勇士系統。
勇士系統於2015年上半年開始進行批量生產與交貨作業。俄羅斯聯邦國防部表示每年將採購50,000套系統。截至2016年11月為止，已有120,000套勇士系統交貨，俄羅斯軍方預計於2020年時讓所有的俄軍作戰單位都換裝勇士系統。

## 裝備圖庫

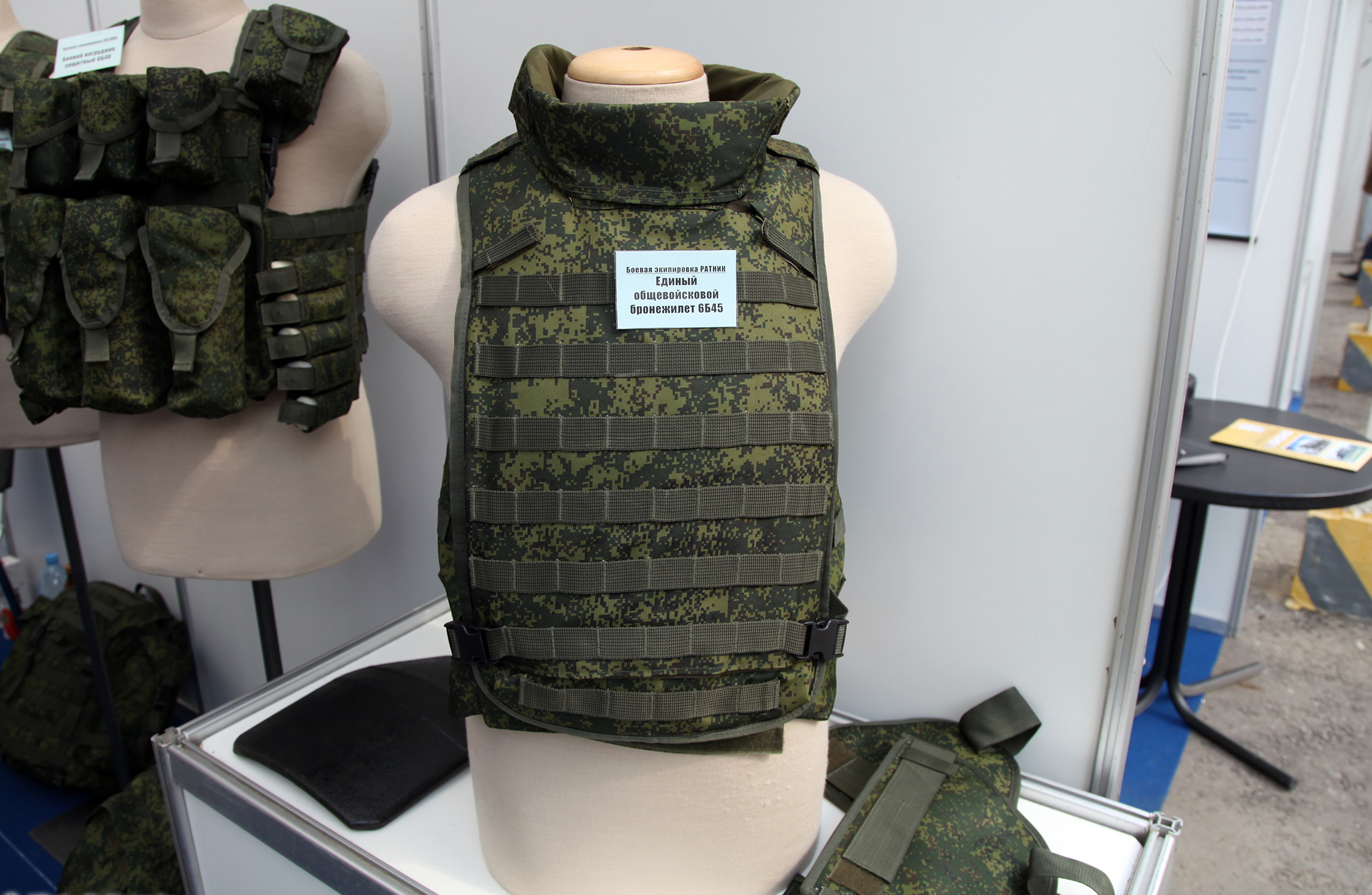
6B45防彈背心
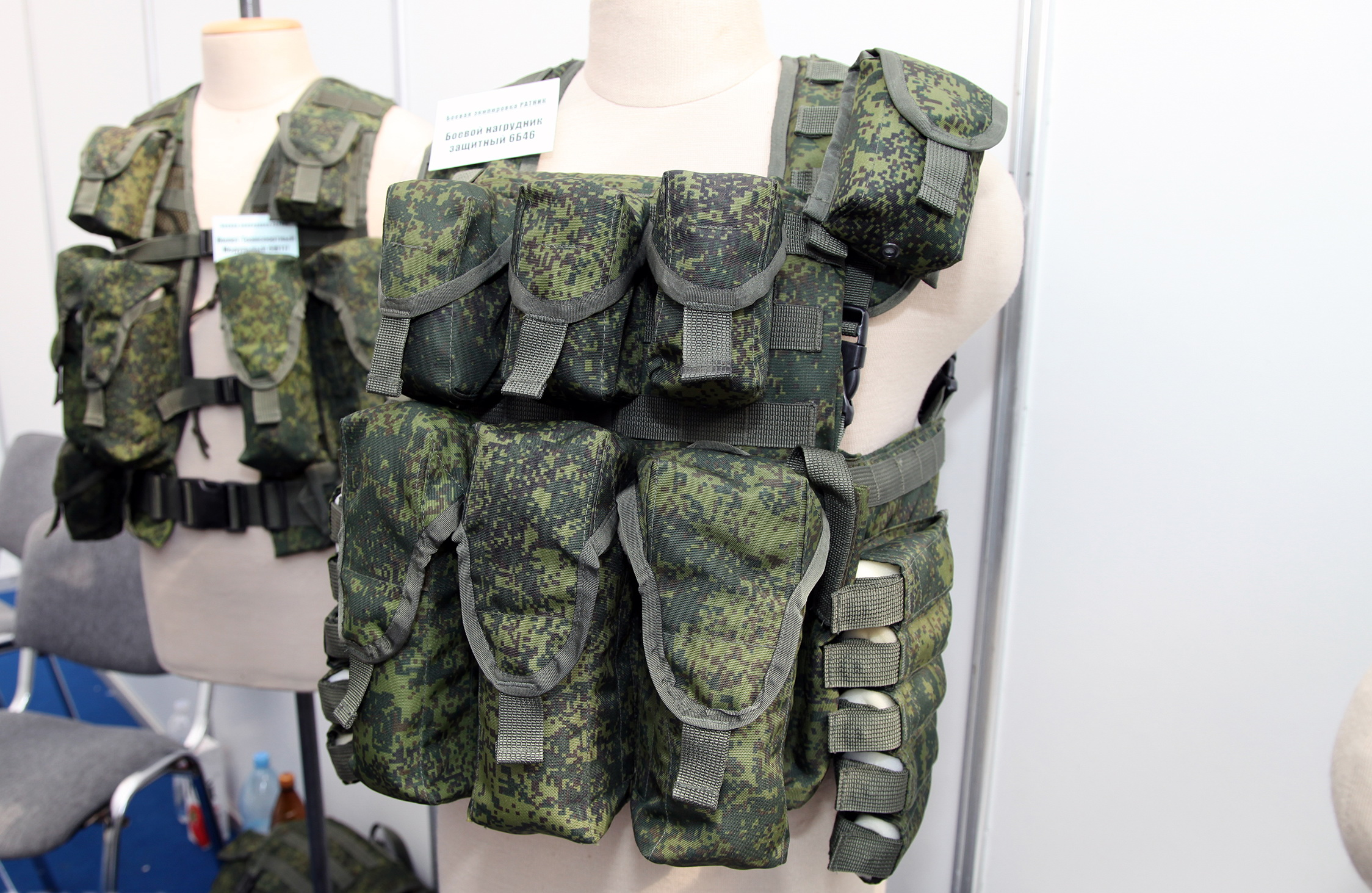
6B46戰術背心
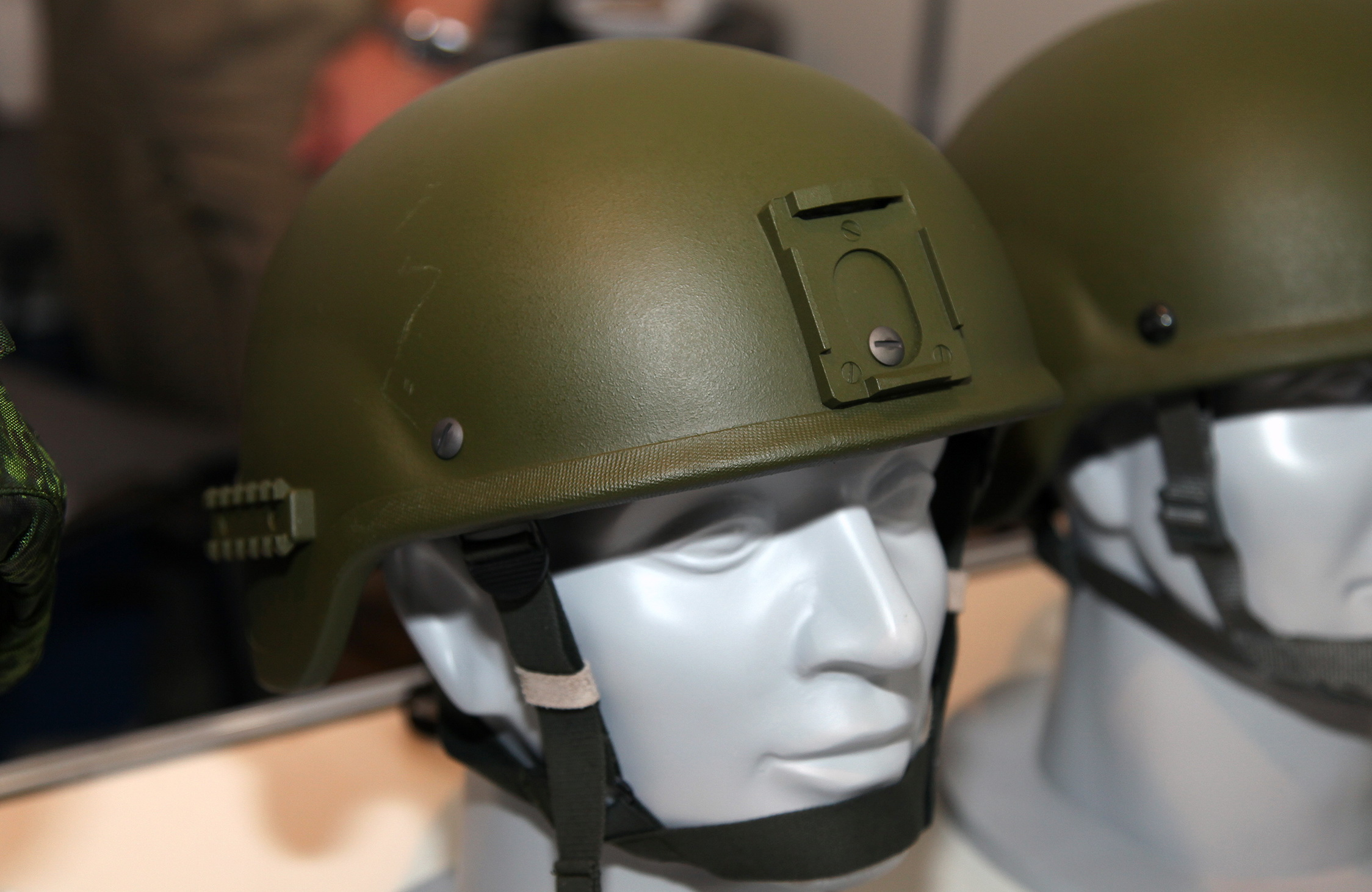
6B47軍用頭盔
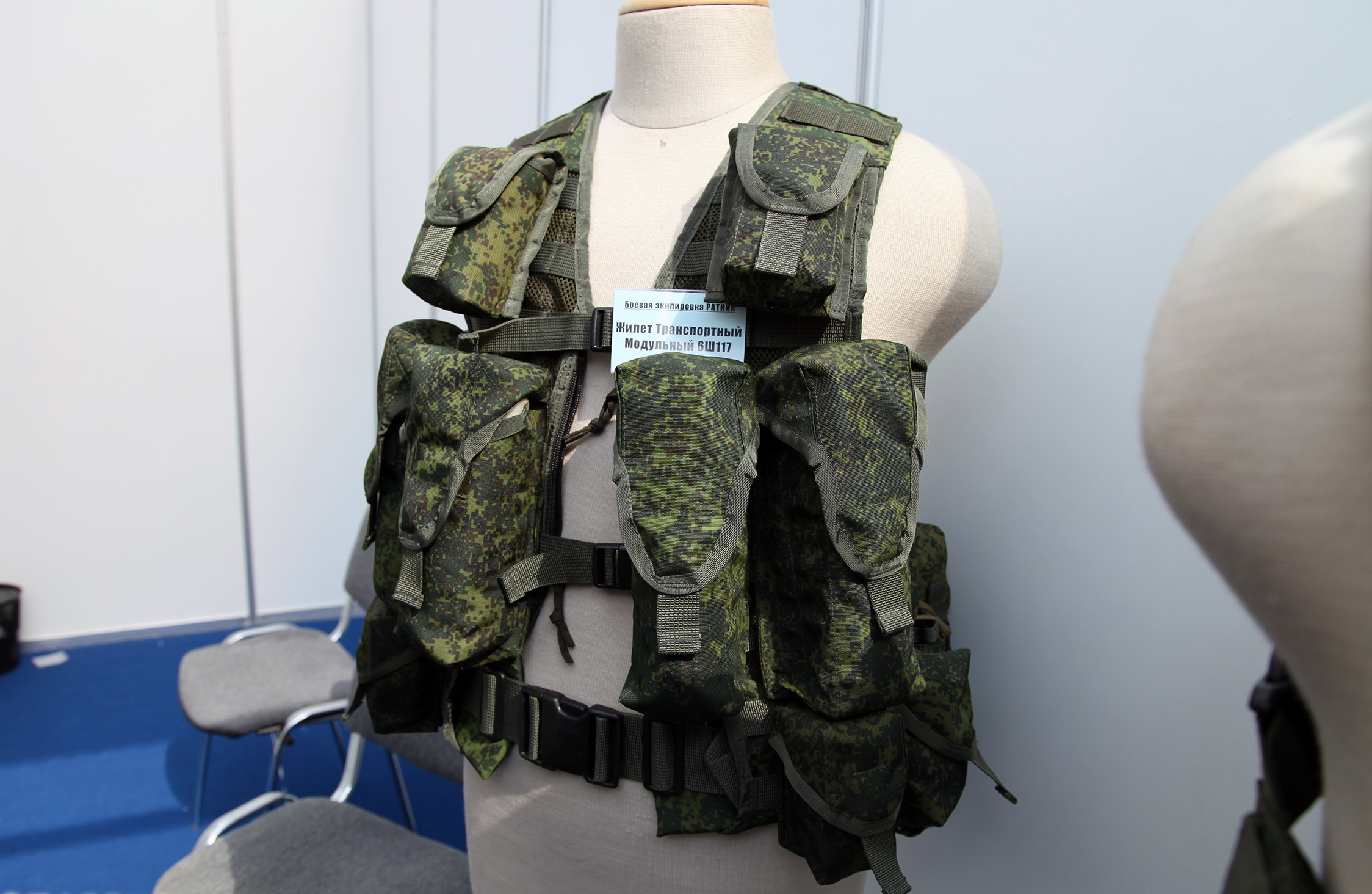
6Sh117全功能輕量化單兵攜行裝備
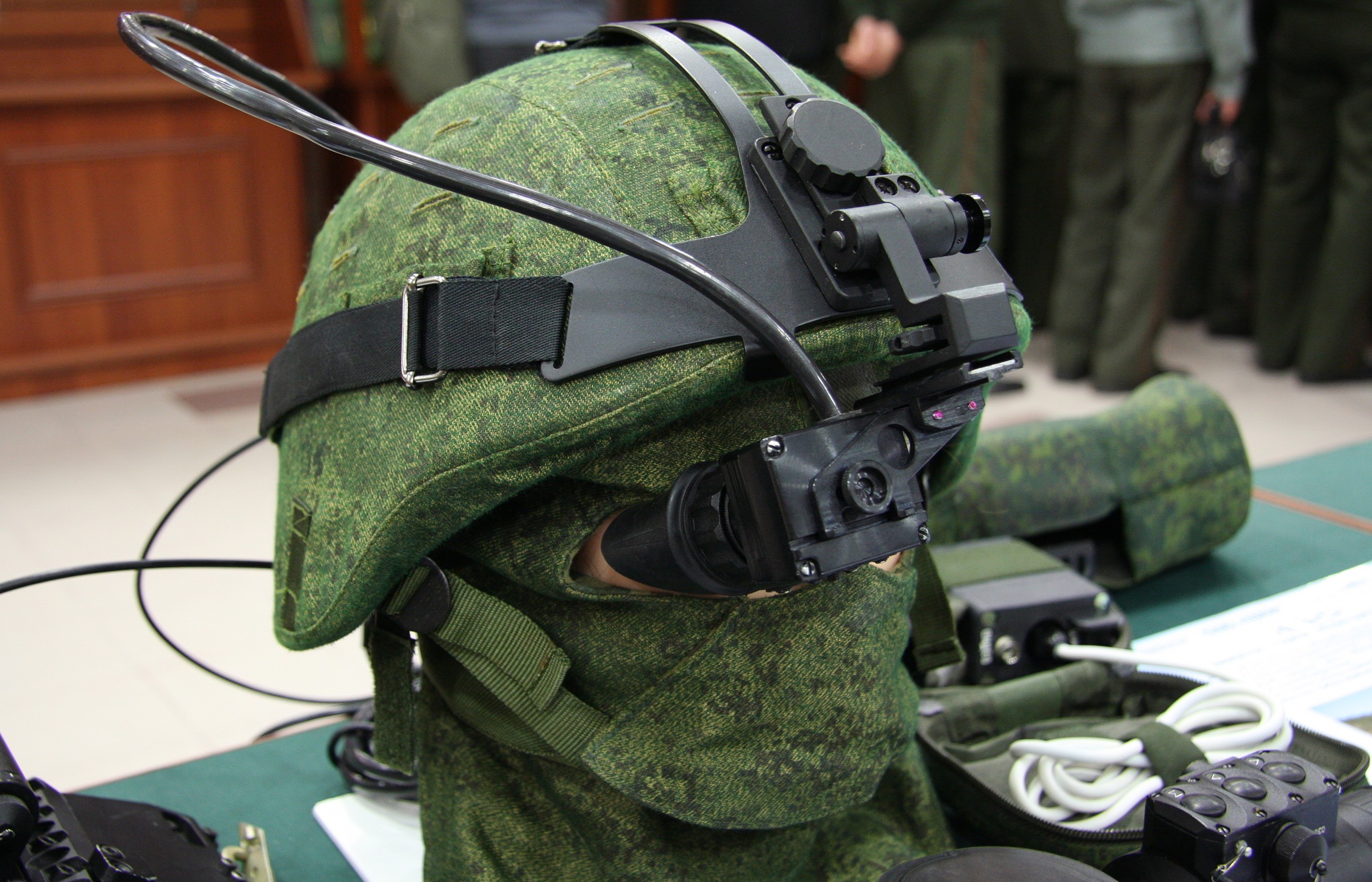
1PN139熱成像儀
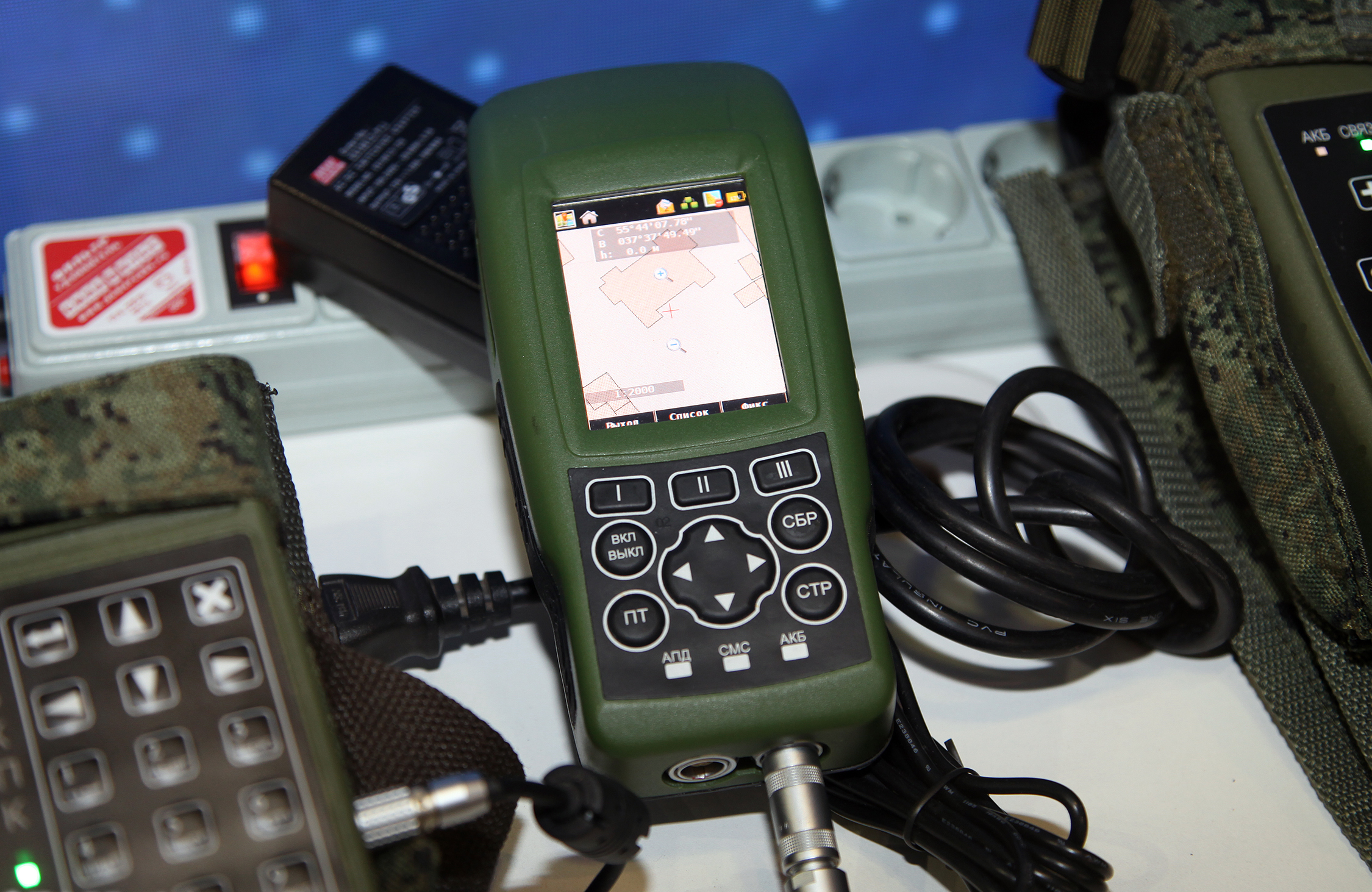
NPI-2穿戴式格洛納斯單兵接收器
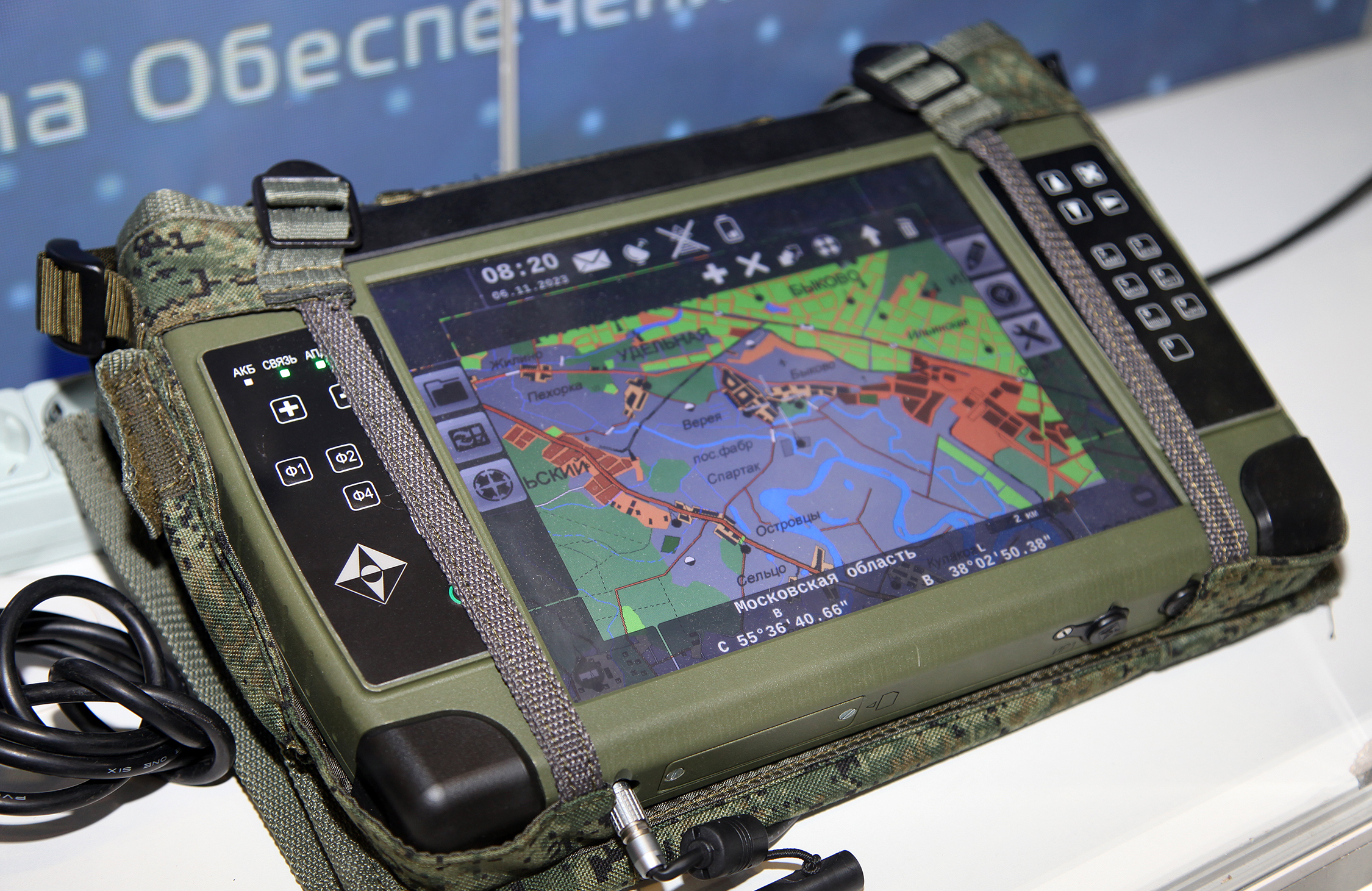
指揮官指揮平板電腦
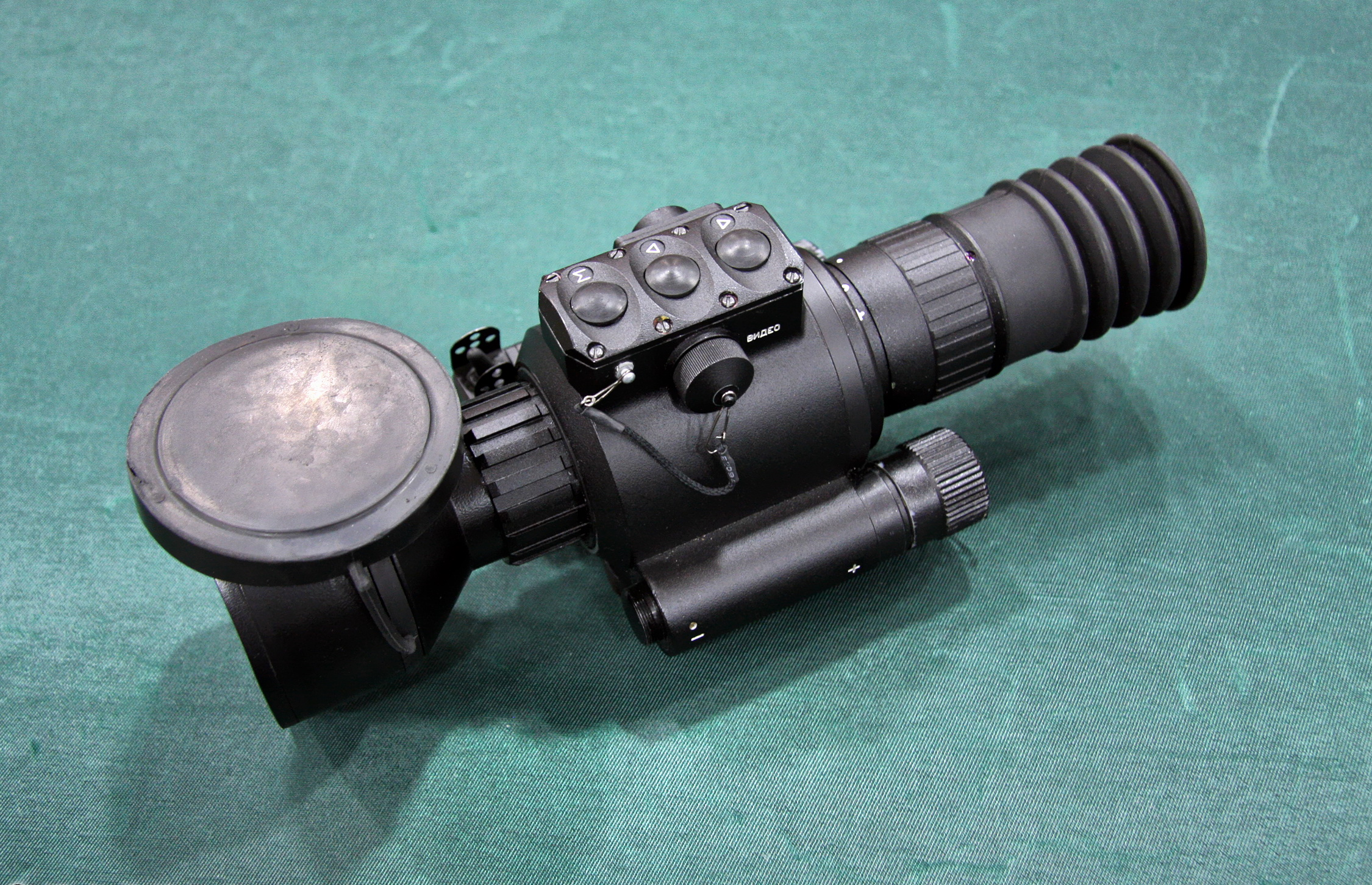
1PN140 ‘沙欣’(Шахин) 热成像（枪支配备）